# Субейран, Сандрин
Сандрин Субейран (фр. Sandrine Soubeyrand; род. 16 августа 1973, Сент-Агрев) — французская футболистка, игравшая на позиции полузащитника, многолетний капитан сборной Франции. Рекордсмен сборной Франции по количеству проведённых матчей, сыграла больше матчей, чем рекордсмен мужской сборной Франции Лилиан Тюрам. Возглавляет Комитет по спорту и молодёжной политике города Жювизи, с 2014 года — тренер женской сборной Франции девушек до 17 лет.

## Карьера игрока

### Клубная

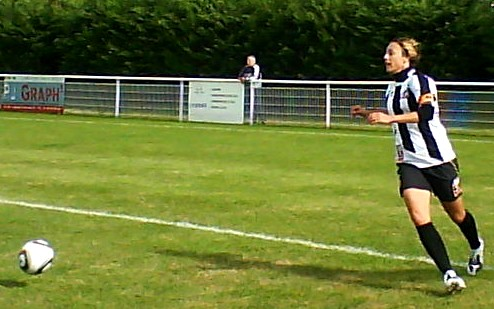
Субейран в составе «Жювизи» в 2010 году

Занимается футболом с 7 лет, выступала за команду «Бульё-лез-Анноней» в департаменте Ардеш. В возрасте 14 лет перешла в «Сен-Сир Фелин», играя там в течение семи лет. Позднее переехала в Лион, выступая за команду «Калюир», где твёрдо заняла позицию полузащитника. С 2000 года выступала за «Жювизи», в составе которого дважды выиграла чемпионат страны и один раз кубок страны. Участвовала в Кубке УЕФА и Лиге чемпионов УЕФА для женщин. После окончания сезона 2013/2014 объявила о завершении игровой карьеры.

### В сборной
В составе сборной дебютировала 12 апреля 1997 года в матче против сборной Бельгии. Дважды сыграла на чемпионатах мира и четырежды на чемпионатах Европы.

## Достижения
В клубах
- Чемпионка Франции: 2002/2003, 2005/2006
- Обладательница Кубка Франции 2004/2005

В сборной
- Обладательница Кубка Кипра 2012
- 4-е место на чемпионате мира 2011
- 4-е место на Олимпийских играх 2012 года

Индивидуальные
- Футболистка года во Франции (сезон 2002/2003)